# Мішель Праншер-Томассіні
Пані Мішель Праншер-Томассіні (англ. Michèle Pranchère-Tomassini) (16 листопада 1960) — люксембурзький дипломат. Надзвичайний і Повноважний посол Люксембургу в Чехії та в Україні за сумісництвом.

## Життєпис
Народилася 16 листопада 1960 року в Люксембурзі, вивчала філософію в Сорбонні в Парижі.
Вона працювала в Міністерстві закордонних справ в Люксембурзі, займала посаду посла в Японії та Постійного представника при  міжнародних організаціях Організації Об'єднаних Націй в Женеві.
З 2012 року — Надзвичайний і Повноважний посол Люксембургу в Чехії, та як посол-нерезидент вручила вірчі грамоти Президенту Естонії Тоомасу Гендріку Ільвесу 23 листопада 2012 року.
З 2013 року — Надзвичайний і Повноважний посол Люксембургу в Україні.
5 липня 2013 року — вручила вірчі грамоти Президенту України Віктору Януковичу.

## Нагороди та відзнаки
- Орден Заслуг Великого Герцогства Люксембург
- Офіцер ордена дубової ободі Великого Герцогства Люксембург.